# Camponotus albosparsus
Camponotus albosparsus är en myrart som beskrevs av Charles Thomas Bingham 1903. Camponotus albosparsus ingår i släktet hästmyror, och familjen myror. Inga underarter finns listade.